# Eucalyptus argutifolia
Eucalyptus argutifolia är en myrtenväxtart som beskrevs av Grayling och Murray Ian Hill Brooker. Eucalyptus argutifolia ingår i släktet Eucalyptus och familjen myrtenväxter. Inga underarter finns listade i Catalogue of Life.